# Zabłotce (obwód wołyński)
Zabłotce (ukr. Заболотці) – wieś na Ukrainie w rejonie łuckim obwodu wołyńskiego.

## Pałac
Według stanu z 1939 r. pałacyk ów składał się z trzech członów: środkowego, dziewięcio-osiowego, dwukondygnacyjnego oraz dwóch dwuosiowych skrzydeł bocznych parterowych. Przy części środkowej budynku występował na osi portyk o czterech w jednakowej odległości ustawionych kolumnach toskańskich. Dźwigały one gładkie belkowanie i trójkątny, również gładki, mocno spłaszczony szczyt. Elewacje domu pokrywała słabo zarysowana rustyka. Obie kondygnacje oddzielał od siebie profilowany gzyms. Stosunkowo niewielkie, prostokątne okna dolnej kondygnacji oraz duże, prawdopodobnie powiększone w czasie przebudowy okna kondygnacji górnej nie miały żadnych obramień. Niewątpliwie dziewiętnastowieczny lub nawet późniejszy był mocno spłaszczony dach typu mansardowego, nakrywający środkowy korpus pałacyku. Jego kalenicę wieńczyła pięknie kuta balustradka, łącząca ze sobą dwa symetrycznie rozmieszczone, artystycznie modelowane otynkowane na biało kominy. Skrzydła parterowe o elewacjach gładkich nakrywał wysoki dach, także mansardowy z pojedynczymi porte-fenetrami i niewielkimi balkonikami, zaopatrzonymi także w kute kraty. Elewacja ogrodowa nie jest znana. Nie istnieją też żadne przekazy dotyczące wnętrz. Przypuszczalnie do drugiej wojny światowej zachowały się tam jakieś przedmioty zabytkowe, a także archiwum rodzinne.
Pałacyk otaczał dwustuletni ponoć park lipowy. Prawdopodobnie były to tradycyjne szpalery staropolskie. Przed domem rozciągał się wielki nie zadrzewiony gazon. Po bokach i od tyłu rosły natomiast pojedynczo i grupowo niebotyczne świerki.